# T.J. Brodie
Thomas James "T.J." Brodie, född 7 juni 1990, är en kanadensisk professionell ishockeyback som spelar för Chicago Blackhawks i National Hockey League (NHL).
Han har tidigare spelat för Calgary Flames och Toronto Maple Leafs i NHL; Abbotsford Heat i American Hockey League (AHL) samt Saginaw Spirit och Barrie Colts i Ontario Hockey League (OHL).
Brodie draftades av Calgary Flames i fjärde rundan i 2008 års draft som 114:e spelare totalt.

## Statistik
| 2005–2006  | Chatham-Kent Cyclones | AH         | 31  | 8  | 10  | 18  | 22  | —  | — | —  | —  | —  |
| 2006–2007  | Leamington Flyers     | WOHL       | 43  | 8  | 38  | 46  | 104 | 5  | 1 | 2  | 3  | 12 |
|            | Saginaw Spirit        | OHL        | 20  | 0  | 4   | 4   | 23  | 3  | 0 | 1  | 1  | 2  |
| 2007–2008  | Saginaw Spirit        | OHL        | 68  | 4  | 26  | 30  | 73  | 4  | 0 | 3  | 3  | 2  |
| 2008–2009  | Saginaw Spirit        | OHL        | 63  | 12 | 38  | 50  | 67  | 8  | 3 | 6  | 9  | 8  |
| 2009–2010  | Saginaw Spirit        | OHL        | 19  | 4  | 19  | 23  | 20  | —  | — | —  | —  | —  |
|            | Barrie Colts          | OHL        | 46  | 3  | 30  | 33  | 38  | 17 | 1 | 14 | 15 | 14 |
| 2010–2011  | Calgary Flames        | NHL        | 3   | 0  | 0   | 0   | 2   | —  | — | —  | —  | —  |
|            | Abbotsford Heat       | AHL        | 68  | 5  | 29  | 34  | 32  | —  | — | —  | —  | —  |
| 2011–2012  | Calgary Flames        | NHL        | 54  | 2  | 12  | 14  | 14  | —  | — | —  | —  | —  |
|            | Abbotsford Heat       | AHL        | 12  | 1  | 2   | 3   | 10  | —  | — | —  | —  | —  |
| 2012–2013  | Calgary Flames        | NHL        | 47  | 2  | 12  | 14  | 8   | —  | — | —  | —  | —  |
|            | Abbotsford Heat       | AHL        | 35  | 1  | 19  | 20  | 22  | —  | — | —  | —  | —  |
| 2013–2014  | Calgary Flames        | NHL        | 81  | 4  | 27  | 31  | 20  | —  | — | —  | —  | —  |
| 2014–2015  | Calgary Flames        | NHL        | 81  | 11 | 30  | 41  | 30  | 11 | 1 | 4  | 5  | 0  |
| 2015–2016  | Calgary Flames        | NHL        | 70  | 6  | 39  | 45  | 18  | —  | — | —  | —  | —  |
| 2016–2017  | Calgary Flames        | NHL        | 82  | 6  | 30  | 36  | 24  | 4  | 0 | 4  | 4  | 2  |
| 2017–2018  | Calgary Flames        | NHL        | 73  | 4  | 28  | 32  | 18  | —  | — | —  | —  | —  |
| 2018–2019  | Calgary Flames        | NHL        | 79  | 9  | 25  | 34  | 24  | 5  | 2 | 0  | 2  | 6  |
| 2019–2020  | Calgary Flames        | NHL        | 64  | 4  | 15  | 19  | 36  | 10 | 1 | 3  | 4  | 6  |
| 2020–2021  | Toronto Maple Leafs   | NHL        | 56  | 1  | 13  | 14  | 12  | 7  | 1 | 1  | 2  | 4  |
| 2021–2022  | Toronto Maple Leafs   | NHL        | 82  | 4  | 24  | 28  | 34  | 7  | 0 | 2  | 2  | 6  |
| 2022–2023  | Toronto Maple Leafs   | NHL        | 58  | 2  | 12  | 14  | 14  | 11 | 0 | 3  | 3  | 12 |
| 2023–2024  | Toronto Maple Leafs   | NHL        | 78  | 1  | 25  | 26  | 40  | 1  | 0 | 0  | 0  | 0  |
| 2024–2025  | Chicago Blackhawks    | NHL        | 26  | 1  | 5   | 6   | 6   | —  | — | —  | —  | —  |
| NHL totalt | NHL totalt            | NHL totalt | 934 | 57 | 297 | 354 | 300 | 56 | 5 | 17 | 22 | 36 |
| AHL totalt | AHL totalt            | AHL totalt | 115 | 7  | 50  | 57  | 64  | —  | — | —  | —  | —  |
| OHL totalt | OHL totalt            | OHL totalt | 216 | 23 | 117 | 140 | 221 | 32 | 4 | 24 | 28 | 26 |

### Internationellt
| Källa: Uppdaterad: 2024-12-14 | Källa: Uppdaterad: 2024-12-14 | Källa: Uppdaterad: 2024-12-14 |         | Utv = Utvisningsminuter | Utv = Utvisningsminuter | Utv = Utvisningsminuter | Utv = Utvisningsminuter | Utv = Utvisningsminuter |
| År                            | Lag                           | Mästerskap                    | Matcher | Mål                     | Assists                 | Poäng                   | Utv                     |                         |
| ----------------------------- | ----------------------------- | ----------------------------- | ------- | ----------------------- | ----------------------- | ----------------------- | ----------------------- | ----------------------- |
| 2013                          | Kanada                        | VM                            | 7       | 0                       | 1                       | 1                       | 0                       |                         |
| Senior totalt                 | Senior totalt                 | Senior totalt                 | 7       | 0                       | 1                       | 1                       | 0                       |                         |